# Плоский модуль
Плоский модуль над кільцем R  — такий модуль, що тензорний добуток на цей модуль зберігає точні послідовності. Модуль називається строго плоским, якщо послідовність тензорних добутків точна тоді і тільки тоді, коли точною є вихідна послідовність.
Векторні простори, вільні і, більш загально, проєктивні модулі є плоскими. Для скінченнопороджених модулів над нетеровим кільцями плоскі модулі  — те ж саме, що проєктивні модулі. Для скінченнопороджених модулів над локальними кільцями все плоскі модулі є вільними модулями. 
Поняття плоского модуля було введено Серром в 1955 році.

## Означення
Можна дати кілька еквівалентних означень плоского модуля. Нижче означення подані для комутативних кілець.
- (Лівий) {\displaystyle R}-модуль {\displaystyle M} називається плоским тоді і тільки тоді, коли функтор тензорного добутку {\displaystyle N\mapsto M\otimes _{R}N} є точним. Даний функтор переводить {\displaystyle R}-гомоморфізм {\displaystyle f:\;N'\;\rightarrow \;N} у {\displaystyle R}-гомоморфізм {\displaystyle f^{*}:\;M\otimes N'\;\rightarrow \;M\otimes N,}який на елементах виду {\displaystyle x\otimes y,\;x\in M,y\in N'} задається як {\displaystyle f^{*}(x\otimes y)=x\otimes f(y)}і лінійно продовжується на весь тензорний добуток.
- Оскільки функтор тензорного добутку завжди є точним справа, попередню вимогу можна послабити. А саме, {\displaystyle R}-модуль {\displaystyle M} є плоским, якщо для будь-якого ін'єктивного гомоморфізма {\displaystyle R}-модулів {\displaystyle f:K\to L} індуковане відображення {\displaystyle f^{*}:M\otimes _{R}K\to M\otimes _{R}L} також є ін'єктивним.
- Модуль {\displaystyle M} є плоским, якщо для кожного скінченнопородженого ідеалу в кільці {\displaystyle R} (з природним вкладенням {\displaystyle I\hookrightarrow R}) індуковане відображення {\displaystyle I\otimes _{R}M\to R\otimes _{R}M\cong M}є ін'єктивним.
- Існує направлена множина {\displaystyle R}-модулів {\displaystyle \{F_{\alpha }\}_{\alpha }} з такими властивостями:

1. Для всіх {\displaystyle \alpha }, {\displaystyle F_{\alpha }} є скінченнопородженим вільним {\displaystyle R}-модулем.
2. Індуктивна границя множини рівна {\displaystyle M}: {\displaystyle \varinjlim _{\alpha }F_{\alpha }=M}.

- [2] Для будь-якої лінійної залежності в {\displaystyle M},

{\displaystyle r^{T}x=\sum _{i=1}^{k}r_{i}x_{i}=0},
де {\displaystyle r_{i}\in R,x_{i}\in M}, існує матриця {\displaystyle A\in R^{k\times j}} така що
1. {\displaystyle Ay=x} має розв'язок для деякого {\displaystyle y\in M^{j}}.
2. {\displaystyle r^{T}A=0}.

- Для будь-якого {\displaystyle R}-модуля {\displaystyle N},

{\displaystyle \mathrm {Tor} _{1}^{R}(N,M)=0}  де {\displaystyle \mathrm {Tor} _{1}^{R}} позначає функтор Tor.
- Для будь-якого скінченнопородженого ідеала {\displaystyle I\subset R},

{\displaystyle \mathrm {Tor} _{1}^{R}(R/I,M)=0}.
- Для довільного відображення {\displaystyle f:F\to M}, де {\displaystyle F} є скінченнопородженим вільним {\displaystyle R}-модулем, і для довільного скінченнопородженого {\displaystyle R}-підмодуля {\displaystyle K\leq \ker f}, {\displaystyle f} розкладається через відображення у вільний {\displaystyle R}-модуль {\displaystyle G,} для якого образ {\displaystyle K} є нулем:

## Властивості плоских модулів над комутативним кільцем
- Пряма сума {\displaystyle \bigoplus \nolimits _{i\in I}M_{i}}є плоским модулем тоді і тільки тоді, коли кожен модуль {\displaystyle M_{i}} є плоским.
- Нехай {\displaystyle \{M_{i}:i\in I\}}є направленою системою плоских модулів над кільцем R, де I — направлена множина. Тоді індуктивна границя {\displaystyle M=\varinjlim M_{i}} теж є плоским модулем.
- Теорема Говорова — Лазара: (лівий, правий) модуль M є плоским тоді і тільки тоді, коли він є індуктивною границею скінченнопороджених вільних модулів.
- Для будь-якої мультиплікативної системи S кільця R локалізація кільця S-1R є плоским R-модулем.
- Модуль M над комутативним кільцем R є плоским тоді і тільки тоді, коли для кожного простого ідеалу {\displaystyle {\mathfrak {p}}\subset R} локалізація {\displaystyle M_{\mathfrak {p}}} є плоским ідеалом і тоді і тільки тоді коли для кожного максимального ідеалу {\displaystyle {\mathfrak {m}}\subset R} локалізація {\displaystyle M_{\mathfrak {m}}} є плоским ідеалом.
- Скінченнопороджений модуль є плоским тоді і тільки тоді, коли він є локально вільним. Локально вільний модуль над кільцем R  — такий модуль M, що його локалізація за будь-яким простим ідеалом {\displaystyle M_{\mathfrak {p}}} є вільним модулем над кільцем часток {\displaystyle R_{\mathfrak {p}}}.

- Плоскі модулі можна вказати на наступному ланцюжку включень:

Модулі без кручень ⊃ плоскі модулі ⊃ проєктивні модулі ⊃ вільні модулі.
- Для деяких класів кілець правильними є і обернені включення: наприклад, кожен модуль без кручень над дедекіндовим кільцем є плоским, плоский модуль над кільцем Артіна є проєктивним і проєктивний модуль над областю головних ідеалів (або над локальним кільцем) є вільним.
- Якщо M є скінченнопредставленим модулем (тобто існує точна послідовність {\displaystyle 0\to K\to F\to M\to 0} в якій K і F є скінченнопородженими модулями і F також вільним модулем) то M є плоским тоді і тільки тоді, коли він є проєктивним. Якщо додатково R є комутативним локальним кільцем, то M є вільним модулем.
- Для R-модуля еквівалентними M є такі твердження (які можна вважати означеннями строго плоских модулів):
  1. Послідовність {\displaystyle 0\;\rightarrow \;N'\;{\xrightarrow {\ f\ }}\;N\;{\xrightarrow {\ g\ }}\;\;N''\rightarrow 0} R-модулів є точною тоді і тільки тоді, коли точною є послідовність {\displaystyle 0\;\rightarrow \;M\otimes N'\;{\xrightarrow {\ f^{*}\ }}\;M\otimes N\;{\xrightarrow {\ g^{*}\ }}\;\;M\otimes N''\rightarrow 0.}
  2. Модуль M є плоским і для довільного R-модуля N, якщо {\displaystyle M\otimes N=0} то {\displaystyle N=0.}
  3. Модуль M є плоским і для довільного R-гомоморфізма {\displaystyle f:\;N'\;\rightarrow \;N}, якщо породжений гомоморфізм {\displaystyle f^{*}:\;M\otimes N'\;\rightarrow \;M\otimes N}є нульовим гомоморфізмом, то і  {\displaystyle f=0.}
- Для строго плоского R-модуля M його анулятор {\displaystyle \operatorname {Ann} (M)}є рівним нулю. Натомість плоский модуль із нульовим анулятором не обов'язково буде строго плоским, прикладом чого є {\displaystyle \mathbb {Z} }-модуль {\displaystyle \mathbb {Q} }.
- R-модуль M є строго плоским тоді і тільки тоді, коли він є плоским і для кожного максимального ідеалу {\displaystyle {\mathfrak {m}}\subset R,\;{\mathfrak {m}}M\neq M.}
- Якщо кільце S є R-алгеброю, тобто існує гомоморфізм {\displaystyle f:R\to S}, то S є строго плоским R-модулем тоді і тільки тоді, коли кожен простий ідеал кільця R є прообразом під дією f деякого простого ідеалу з S, тобто коли відображення {\displaystyle f^{*}\colon \mathrm {Spec} (S)\to \mathrm {Spec} (R)} є сюр'єктивним (див. статтю Спектр кільця).
- Нехай, як і вище, S є R-алгеброю і вона є строго плоским R-модулем. Якщо {\displaystyle S\otimes _{R}M} є скінченнопородженим (скінченнопредставленим) S-модулем, то і M є скінченнопородженим (скінченнопредставленим) R-модулем.
- При позначеннях попередньої властивості якщо {\displaystyle S\otimes _{R}M} є скінченнопородженим проєктивним S-модулем, то і M є скінченнопородженим проєктивним R-модулем.

## Категорні кограниці
- Прямі суми і індуктивні границі плоских модулів є плоскими. Це випливає з того факту, що тензорний добуток комутує з прямими сумами і індуктивними границями (більше того, воно комутує з усіма кограницями). Підмодулі і фактор-модулі плоского модуля не обов'язково є плоскими (наприклад, плоским не є модуль Z/2 Z). Проте якщо підмодуль плоского модуля є в ньому прямим доданком, то фактор за ним є плоским.

- Модуль є плоским тоді і тільки тоді, коли він є індуктивною границею скінченнопороджених вільних модулів. [3] З цього випливає, зокрема, що кожен скінченнопредставлений плоский модуль є проєктивним.

## Приклади
- Оскільки для кільця R і довільного R-модуля M виконується {\displaystyle M\simeq R\otimes _{R}M,}то R є плоским R-модулем. Відповідно це ж буде справедливим і для довільного вільного модуля над кільцем R.
- Оскільки {\displaystyle \mathbb {Q} } є локалізацією кільця {\displaystyle \mathbb {Z} } за мультиплікативною множиною {\displaystyle \mathbb {Z} \setminus \{0\},} то {\displaystyle \mathbb {Q} } є плоским {\displaystyle \mathbb {Z} }-модулем. Це є прикладом плоского але не проєктивного модуля. Також це є прикладом плоского модуля із нульовим анулятором, який не є строго плоским. Дійсно, наприклад, {\displaystyle \mathbb {Q} \otimes _{\mathbb {Z} }\mathbb {Z} _{2}=0}але {\displaystyle \mathbb {Z} _{2}\neq 0.}

- Для будь-якого цілого числа {\displaystyle n>1,\mathbb {Z} /n\mathbb {Z} } не є плоским над {\displaystyle \mathbb {Z} ,} оскільки {\displaystyle n:\mathbb {Z} \to \mathbb {Z} ,x\mapsto nx} є ін'єктивним, але похідне відображення на тензорному добутку з {\displaystyle \mathbb {Z} /n\mathbb {Z} } не є ін'єктивним.

- Модуль {\displaystyle \mathbb {Q} /\mathbb {Z} } не є плоским над  {\displaystyle \mathbb {Z} .}

- Для кільця многочленів {\displaystyle S=A[x_{1},\dots ,x_{r}]} над нетеровим кільцем {\displaystyle A} і многочлена {\displaystyle f\in S}, що не є дільником нуля, {\displaystyle S/fS} є плоским над {\displaystyle A} якщо і тільки якщо {\displaystyle f} є примітивним многочленом.[4]

- Для нетерового кільця {\displaystyle R} і його ідеалу {\displaystyle I} поповнення {\displaystyle A\to {\widehat {A}}} за ідеалом {\displaystyle I} є плоским.[5] Воно є строго плоским тоді і тільки тоді, коли {\displaystyle I} міститься у радикалі Джекобсона кільця {\displaystyle R}.[6]

## Гомологічна алгебра
Властивість «плоскості» модуля можна виразити за допомогою функтора Tor, лівого похідного функтора для тензорного добутку. Лівий R- модуль M є плоским тоді і тільки тоді, коли TornR(-,M) = 0 для всіх {\displaystyle n\geq 1} (тобто коли TornR(X, M) = 0 для всіх {\displaystyle n\geq 1} і всіх правих R-модулів X), означення плоского правого модуля є аналогічним. Використовуючи цей факт, можна довести кілька властивостей короткої точної послідовності модулів:
{\displaystyle 0\longrightarrow A{\stackrel {f}{\longrightarrow }}B{\stackrel {g}{\longrightarrow }}C\longrightarrow 0}
- Якщо A і C плоскі, то і B плоский.
- Якщо B і C плоскі, то і A є плоским.

- Якщо A і B плоскі, C в загальному випадку не є плоским. Однак:
- Якщо A  — прямий доданок модуля B і B є плоским, то A і C плоскі.

## Плоскі резольвенти
Плоска резольвента модуля M  — це резольвента виду
… → F2 → F1 → F0 → M → 0
де всі Fi є плоскими модулями. Плоскі резольвенти використовуються при обчисленні функтора Tor.
Довжина плоскої резольвенти  — це найменший індекс n, такий що Fn не дорівнює нулю  і Fi = 0 для всіх i, що є більшими за n. Якщо модуль M має скінченну плоску резольвенту, її довжина називається плоскою розмірністю модуля. , в іншому випадку говорять, що плоска розмірність нескінченна. Наприклад, якщо модуль  M  має плоску розмірність 0, то з точністю послідовності 0 → F0 → M → 0 випливає, що M є ізоморфним F  0 , тобто є плоским.